# Georges Lacombe
Georges Lacombe (Paris, França, 19 de Agosto de 1902 - Cannes, França, 14 de Abril de 1990), foi um cineasta francês.

## Filmografia parcial
- 1928 : La Zone, curta metragem
- 1931 : Boule de gomme
- 1932 : La Femme invisible
- 1933 : Un jour d'été
- 1933 : Ce cochon de Morin
- 1934 : Jeunesse
- 1935 : Les Époux scandaleux
- 1935 : La Route heureuse
- 1936 : Le Cœur dispose
- 1938 : Café de Paris
- 1939 : Derrière la façade
- 1939 : Les Musiciens du ciel
- 1940 : Elles étaient douze femmes
- 1941 : Le Dernier des six
- 1941 : Montmartre-sur-Seine
- 1942 : Le journal tombe à cinq heures
- 1942 : Monsieur La Souris
- 1943 : L'Escalier sans fin
- 1944 : Florence est folle
- 1945 : Le Pays sans étoiles
- 1946 : Martin Roumagnac
- 1947 : Les Condamnés
- 1948 : Prélude à la gloire
- 1951 : La nuit est mon royaume
- 1952 : Les Sept Péchés capitaux, episódio Le Huitième péché
- 1952 : L'Appel du destin
- 1953 : Leur dernière nuit
- 1955 : La Lumière d'en face
- 1957 : Cargaison blanche
- 1957 : Mon Coquin de père
- 1962 : L'inspecteur Leclerc enquête, episódio : Affaire de famille, (TV)
- 1964 : Message pour Margaret, TV
- 1970 : Pierre de Ronsard gentilhomme vendomois, TV